# Луковка (Черкасская область)
Луковка (укр. Луківка) — село в Катеринопольском районе Черкасской области Украины.
Население по переписи 2001 года составляло 271 человек. Почтовый индекс — 20522. Телефонный код — 4742.

## Местный совет
20522, Черкасская обл., Катеринопольский р-н, c. Пальчик